# Xarxet castany

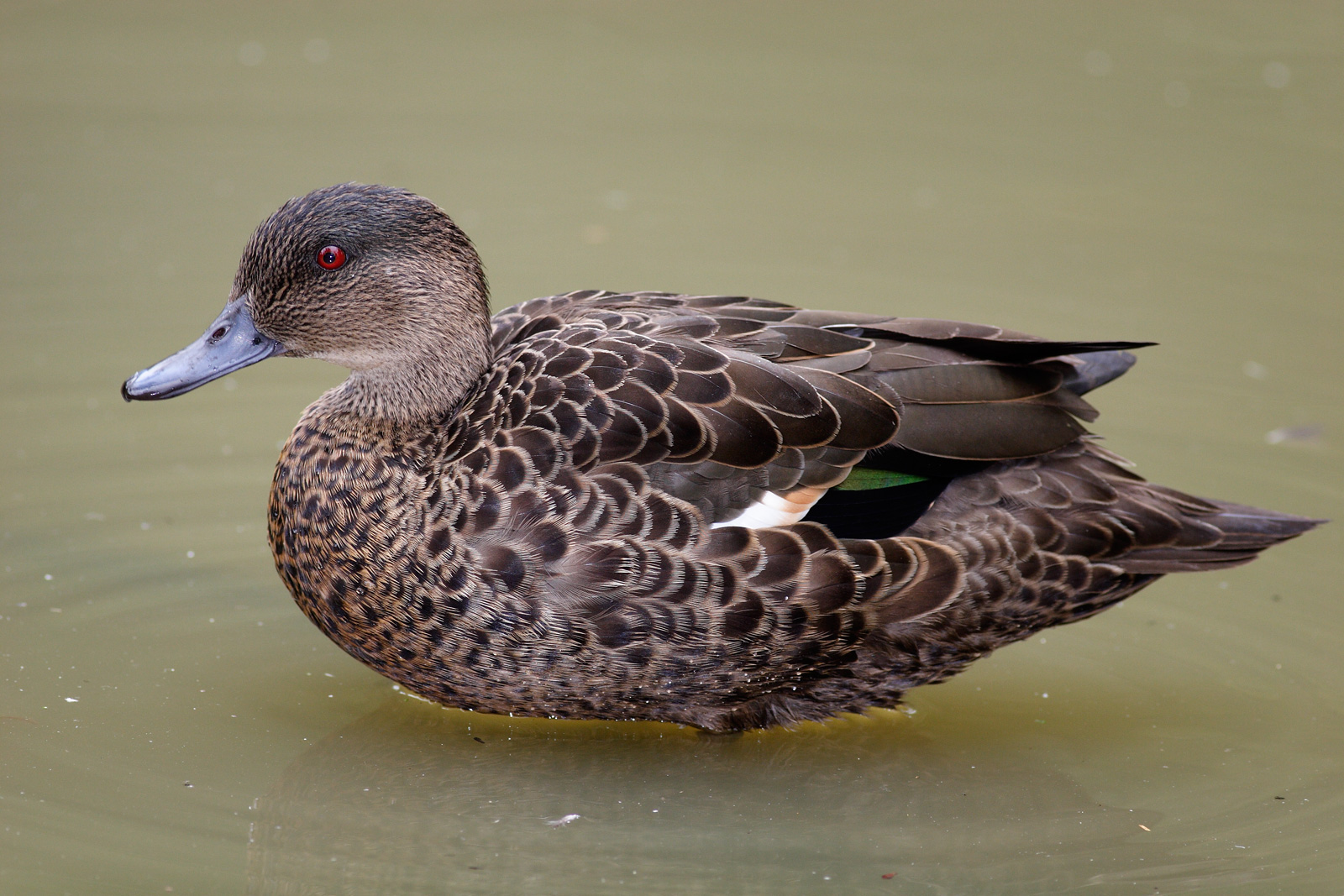
Femella

El xarxet castany (Anas castanea) és un petit ànec, que viu en zones d'aiguamoll del sud-oest i el sud-est d'Austràlia, incloent Tasmània, l'illa Cangur i les illes de l'estret de Bass.

## Descripció
El xarxet castany és més fosc i  lleugerament més gros que el xarxet gris. El mascle té el cap de color verd distintiu i el cos marró clapejat. La femella té el cap marró i el cos marró clapejat. La femella és gairebé idèntica en aparença al xarxet gris. La femella té un fort, penetrant i rialler «coac» que es repeteix ràpidament nou vegades o més.

## Distribució i hàbitat
El xarxet castany es distribueix habitualment al sud-est i sud-oest d'Austràlia, mentre que els errants poden aparèixer en altres llocs. Tasmània i el sud de Victòria són el bastió de l'espècie, mentre que s'han trobat errants tant al nord com Nova Guinea i l'illa de Lord Howe, i tant al sud com Nova Zelanda. Prefereix els estuaris costaners i els aiguamolls, i és indiferent a la salinitat. Aquest ocell és omnívor.

## Reproducció
El xarxet castany forma parelles monògames que romanen juntes fora de la temporada de reproducció, defensen el lloc del niu i cuiden les cries quan neixen. Els nius solen estar situats sobre l'aigua, entre branques horitzontal. De vegades, els nius es col·loquen a terra, entre mates d'herba prop de l'aigua. Les cries desclouen i estan llestes per nedar i caminar en un dia.

## Taxonomia
El xarxet castany va ser descrit pel naturalista anglès Thomas Campbell Eyton el 1838 amb el nom binomial Mareca castanea. L'epítet específic “castanea” prové del llatí «castaneus» per a “color castany” o “marró castany”.
Un gran estudi filogenètic molecular que va comparar seqüències d'ADN mitocondrial d'ànecs, oques i cignes de la família Anatidae va trobar que el xarxet castany és una espècie germana del xarxet de front boterut (Anas gibberifrons) que és endèmica d'Indonèsia.